# Hessisches Kinderförderungsgesetz
Das Hessische Kinderförderungsgesetz (HessKiföG) ist ein hessisches Landesgesetz, das die Regelungen zu den Rahmenbedingungen und der Landesförderung für die Kindertagesbetreuung bündelt und in das bestehende Hessische Kinder- und Jugendhilfegesetzbuch (HKJGB) einfügt. Es ist am 1. Januar 2014 in Kraft getreten.
Mit der Neuregelung der Rahmenbedingungen für den Betrieb von Tageseinrichtungen wird das Ziel verfolgt, die Gestaltungsfreiheit der Träger zu stärken. Die Rahmenbedingungen seien deshalb flexibler und bedarfsgerechter ausgestaltet. Gleichzeitig soll das Qualitätsniveau der Mindestverordnung von 2008 grundsätzlich aufrechterhalten werden. Dazu ist eine Evaluation der Neuregelungen (Artikel 5a HessKiföG) vorgesehen, mit der die Auswirkungen des Gesetzes bis zum 31. Dezember 2016 überprüft werden sollen.
Im Wesentlichen werden die Mindeststandards in Tageseinrichtungen für Kinder (§§ 25a bis 25d HKJGB) sowie die Landesförderung der Kindertagesbetreuung (§§ 32 bis 32e HKJGB) geregelt.

## Mindeststandards in Tageseinrichtungen für Kinder
- Rahmenbedingungen für den Betrieb (§ 25a HKJGB)
- Fachkräfte (§ 25b HKJGB)
- Personeller Mindestbedarf (§ 25c HKJGB)
- Größe und Zusammensetzung einer Gruppe (§ 25d HKJGB)

## Landesförderung der Kindertagesbetreuung
- Landesförderung für Tageseinrichtungen (§ 32 HKJGB)
- Landesförderung für Kindertagespflege (§ 32a HKJGB)
- Landesförderung für Fachberatung (§ 32b HKJGB)
- Landesförderung für die Freistellung vom Teilnahme- oder Kostenbeitrag (§ 32c HKJGB)
- Investive Landesförderung (§ 32d HKJGB)
- Landesförderung zur Begleitung und Weiterentwicklung frühkindlicher Bildungsangebote (§ 32e HKJGB)

## Entstehungsgeschichte und Kritik
Der Entwurf des HessKiföG entstand im Anschluss an das Urteil des Staatsgerichtshofes des Landes Hessen vom 6. Juni 2012, mit dem die Klage von 39 Städten und Gemeinden gegen die Mindestverordnung abgewiesen und das Land Hessen zum zeitnahen Ausgleich der Kosten der Qualitätsstandards verurteilt worden war. Er erschien am 4. Dezember 2012 als Eilausfertigung.
Bei den ersten Beratungen zum Gesetzentwurf und in den Stellungnahmen der Fachverbände wurde die Umstellung von der gruppenbezogenen auf die kindbezogene Förderung kritisiert. Auch die Erweiterung des Fachkraftkataloges um fachfremdes Personal stieß auf Ablehnung. Außerdem wurde die Berechnung der Fachkraftstunden mittels Fachkraftfaktoren und Betreuungsmittelwerten sowie die Deckelung auf 42,5 Stunden pro Woche als nicht sachgerecht angesehen. Im Frühjahr 2013 kam es zu öffentlichen Demonstrationen von Eltern und Erziehern, die eine Verschlechterung der Betreuungsschlüssel befürchteten.
Im Änderungsantrag zum Gesetzentwurf vom April 2013 wurde die Erweiterung des Fachkraftkataloges gestrichen und ein vierter Betreuungsmittelwert hinzugefügt. Das Gesetz wurde dann am 23. Mai 2013 in dritter Lesung beschlossen. Die Erfahrungen mit der Fachkraftstundenberechnung veranlassen den Hessischen Städte- und Gemeindebund in einer späteren Stellungnahme vom 11. November 2014 die Erarbeitung einer anderen Berechnungsmethode vorzuschlagen. Die Evaluation des HessKiföG wurde vom Institut für Sozialarbeit und Sozialpädagogik bis Ende 2016 durchgeführt. Der Evaluationsbericht zeigt differenzierte Ergebnisse. Städte und Gemeinden, Kreisjugendämter, Träger der Tageseinrichtungen und Kita-Leitungen beklagen demnach mehrheitlich den hohen bürokratischen Aufwand. Andererseits wird die höhere Flexibilität begrüßt. Experten und die Mehrheit der Träger fordern die Abschaffung der Betreuungsmittelwerte oder zumindest eine bessere Differenzierung der Zeitkategorien.
Die Liga der freien Wohlfahrtspflege in Hessen e. V. kritisiert in einer ersten Einschätzung vom 14. Februar 2017, dass der Zeitpunkt der Evaluation zu früh gewählt sei, weil 71 % der Tageseinrichtungen noch die Übergangsregelungen genutzt hatten. In der Stellungnahme zum HKJGB vom 13. Juni 2017 fordert die Liga eine Vereinfachung des administrativen Aufwandes, die Aufgabe der Betreuungsmittelwerte zugunsten der vertraglich vereinbarten und tatsächlich betreuten Zeiten, die Verbesserung der Personalberechnung durch Ausgleich des Risikos der Belegungsschwankung sowie die Spezifizierung von Leitungsfreistellung und mittelbaren pädagogischen Zeiten.